# John Hotham
John Hotham (ou Hothum), né à une date inconnue au XIIIe siècle et mort le 14 janvier 1337, est un important ecclésiastique anglais, devenu évêque d'Ely. Issu d'une famille du Yorkshire, il s'oriente vers une carrière ecclésiastique et reçoit ses premières fonctions en Irlande, où il demeure longuement. Du fait de sa proximité avec Pierre Gaveston, il parvient à exercer plusieurs fonctions dans le gouvernement du roi Édouard II. Il participe également à la lutte contre la campagne d'Édouard Bruce en Irlande. Finalement, en remerciement de ses nombreux services, le roi approuve son élection à l'évêché d'Ely en 1316.
John Hotham prend part à plusieurs missions diplomatiques au nom du roi et est nommé en récompense Lord grand chancelier en 1318. Mais le revers de l'armée qu'il commande contre les Écossais à la bataille de Myton en 1319 l'éloigne subitement des sphères du pouvoir, même s'il reste fidèle au roi Édouard II pendant les années qui suivent. Approuvant finalement la déchéance du roi en 1327, Hotham retrouve brièvement son ancien poste de chancelier. Par la suite, il abandonne définitivement toute implication dans les affaires politiques et retourne dans son diocèse, qu'il administre jusqu'à sa mort en 1337.

## Biographie

### Origines et premières fonctions
John Hotham naît à une date incertaine à Hotham, dans le Yorkshire. Il est vraisemblablement issu d'une famille de la gentry. Même si on dispose de peu d'informations sur ses parents Alan et Matilda, on sait en revanche que son oncle William est élu archevêque de Dublin en 1297. Grâce à l'influence de son oncle, John entame sa carrière ecclésiastique en Irlande. Déjà, en 1291, il avait servi comme clerc pour le Trésor en Irlande. De 1293 à 1296, il a également été au service de Guillaume de Valence, 1er comte de Pembroke, qui possède de vastes possessions en Irlande. Par la suite, John étudie à l'Université d'Oxford, où il fréquente William Melton, futur archevêque d'York : les deux hommes seront souvent associés dans leurs carrières. En 1305 au plus tard, John Hotham devient baron de l'Échiquier d'Irlande. Le roi Édouard Ier lui promet alors comme récompense un bénéfice pour lequel il devra recevoir au moins 60 marcs de revenu annuel. Entre juillet 1308 et janvier 1309, Hotham demeure quelque temps en Angleterre, mais retourne rapidement en Irlande, où il obtient le soutien de Pierre Gaveston, le favori du roi Édouard II. En mai 1309, Hotham reçoit une dispense lui permettant de détenir en même temps un certain nombre de bénéfices, principalement irlandais. Au cours du même mois, il devient chancelier du Trésor irlandais sur la recommandation de William Melton et conserve cette fonction jusqu'en janvier 1310.
En novembre 1309, Hotham retourne en Angleterre et, le mois suivant, est nommé administrateur de plusieurs fiefs en déshérence au Nord de la Trent. Il est possible qu'il ait obtenu ce poste, qu'il occupe jusqu'en février 1311, grâce à Gaveston. Le roi Édouard II ordonne en décembre 1310 que Hotham reçoive des indemnités d'une somme de 300 livres. Le 30 janvier 1311, Hotham reçoit en outre un bénéfice à la cathédrale d'York avec un revenu annuel de plus de 46 livres et, peu avant que Gaveston doive partir en exil, en octobre 1311, il est nommé comme l'un de ses clercs. Hotham le représente aussi en tant qu'intendant des forêts royales au nord de la Trent. En raison de sa proximité avec le favori, les Ordonnances de 1311 exigent sa destitution et son départ de la cour : le 2 décembre 1311, Hotham remet l'administration des forêts au baron Henry de Percy. Même si Pierre Gaveston est exécuté le 19 juin 1312 sur ordre de ses adversaires pour être illégalement revenu de son exil, la carrière de John Hotham ne s'interrompt pas pour autant. Grâce à la faveur du roi, il reçoit en 1312 les revenus de l'église de Cottingham dans le Yorkshire et l'administration de la ville irlandaise de Leixlip, située près de Dublin. Le 13 décembre 1312, il est nommé chancelier de l'Échiquier, un poste qu'il exerce jusqu'en juin 1316. En juin 1313, Hotham accompagne aussi Édouard II lors de la visite que rend ce dernier à la cour de Philippe IV le Bel en France.

### Activités en Irlande et élection au diocèse d'Ely
Deux mois après la cinglante défaite anglaise face aux Écossais à Bannockburn, le roi envoie John Hotham en Irlande en août 1314 pour y recueillir des fonds afin de prévenir des raids écossais. En novembre 1314, Hotham retourne en Angleterre. Pendant son séjour en Irlande, il ne semble pas avoir soupçonné la planification du futur débarquement écossais mené par Édouard Bruce, qui jette l'ancre à Larne le 26 mai 1315. Ayant été informé de cette invasion, Édouard II renvoie Hotham en Irlande le 1er septembre 1315 afin que celui-ci lui rapporte la situation. Le Parlement irlandais est convoqué d'urgence à la fin octobre, mais comme les navires écossais conduits par Thomas Dun sillonnent la mer d'Irlande, Hotham ne peut atteindre l'île que le 5 novembre 1315. Entretemps, les magnats anglo-irlandais ont déjà quitté Dublin en hâte, mais Hotham reçoit du roi des pouvoirs exceptionnels afin qu'il puisse organiser la défense locale contre les Écossais et renvoyer les fonctionnaires incompétents. Hotham agrandit les fortifications de Dublin, mais les Écossais détiennent pour l'heure l'avantage militaire. Après la victoire d'Édouard Bruce à la bataille de Skerries le 26 janvier 1316, Hotham tente de conserver la fidélité des magnats anglo-irlandais. Toutefois, il se plaint par écrit au gouvernement d'Édouard II des faibles moyens financiers dont il dispose en Irlande.
En remerciement de sa constante fidélité, le roi appuie la candidature de John Hotham au poste d'évêque d'Ely, auquel il est finalement élu le 20 juin 1316. Sa consécration épiscopale survient quelques mois plus tard, le 3 octobre. Dès le mois de décembre, le nouvel évêque appartient à une délégation anglaise présidée par le comte de Pembroke qui se rend à la cour du pape Jean XXII en Avignon afin d'obtenir entre autres son approbation pour l'élection d'Alexander de Bicknor à l'archevêché de Dublin. Bicknor avait officié en 1309 en tant qu'adjoint d'Hotham lorsque ce dernier était baron de l'Échiquier d'Irlande. On sait peu de choses sur le déroulement des négociations entre le souverain pontife et l'ambassade jusqu'à la fin du mois de mars 1317, date à laquelle le pape accorde au roi d'Angleterre le revenu d'une dîme papale comme prêt et envoie deux cardinaux en Angleterre pour négocier la paix avec l'Écosse. Revenu d'Avignon le 11 mai 1317, John Hotham est nommé Lord grand trésorier le 27 mai, mais sans l'approbation du Parlement. Grâce à son nouveau poste, il appartient à la suite du roi dans les années qui suivent et participe à de nombreuses réunions du conseil royal. Toujours en 1317, il parvient à convaincre le roi de faire don de King's Hall à l'Université de Cambridge pour une meilleure formation des fonctionnaires royaux : cette demande s'est sans doute faite parce que King's Hall se trouve alors sur le territoire du diocèse d'Ely. 

### Carrière politique sous Édouard II
Le 10 juin 1318, John Hotham démissionne de son poste de trésorier et est simultanément nommé Lord grand chancelier. Il joue alors un rôle important dans les négociations qui permettent l'élaboration du traité de Leake, qui scelle la réconciliation entre le roi et le comte de Lancastre. En octobre 1318, le Parlement convoqué à York confirme non seulement le traité de Leake, mais aussi la nomination d'Hotham comme chancelier. L'évêque d'Ely est également désigné membre d'une commission chargée de réformer la maison royale,, à la suite d'une demande insistante de Lancastre. En décembre, la commission annonce l'adoption d'une ordonnance visant à améliorer l'organisation du budget. Le 12 septembre 1319, William Melton et John Hotham tentent de s'opposer à une incursion écossaise à la bataille de Myton : les deux ecclésiastiques mobilisent en hâte une armée mais elle est essentiellement composée de membres du clergé ou de simples citoyens. En dépit de cet inconvénient, Hotham affronte l'armée écossaise à Myton-on-Swale le 12 septembre 1319. Le combat s'achève par une défaite anglaise. Si Melton et Hotham parviennent à s'échapper de justesse, la Chronique de Lanercost estime pour sa part que 4 000 Anglais trouvent la mort dans la bataille. En décembre 1319, John Hotham est missionné dans des négociations avec l'Écosse, qui aboutissent à la conclusion d'une trêve.
Affaibli par la déroute de Myton dont il est rendu responsable, John Hotham perd son poste de chancelier le 26 janvier 1320. Par la suite, son importance au sein du gouvernement d'Édouard II diminue sensiblement en raison de sa disgrâce. Pour autant, il continue à s'impliquer dans la politique anglaise. Ainsi, en novembre 1320, il fait partie d'une délégation chargée de persuader le comte de Lancastre de participer au Parlement. Puis, pendant la guerre des Despenser, en août 1321, il est l'un des évêques qui essaient de servir de médiateurs entre le roi et les seigneurs des Marches galloises qui se sont insurgés, avant d'accompagner le comte de Pembroke lorsque ce dernier persuade Édouard d'exiler son favori Hugues le Despenser. Cependant, la reprise de l'avantage militaire par le roi à l'automne 1321 lui permet de demander le retour de son favori. De ce fait, John Hotham est l'un des quatre évêques qui se rendent à Canterbury le 1er décembre pour assister à un synode convoqué par l'archevêque de Canterbury Walter Reynolds qui autorise le retour de Despenser. En reconnaissance de sa loyauté, le roi lui accorde un report du paiement de ses dettes envers la couronne. En janvier 1323, Édouard II envoie l'évêque d'Ely en Aquitaine pour tenter d'y régler un différend entre plusieurs barons. Même s'il doit acquitter en avril 1324 l'importante dette de 2 000 livres à Hugues le Despenser, Hotham demeure loyal au roi jusqu'en 1326.

### Carrière sous Édouard III et mort
Lorsque la reine Isabelle de France et son allié Roger Mortimer débarquent en Angleterre en septembre 1326 afin de renverser le régime oppressif d'Édouard II et des Despenser, John Hotham se rallie rapidement aux envahisseurs, tout comme la grande majorité du clergé anglais. Ce changement d'allégeance abrupt résulte probablement d'un simple opportunisme, mais peut peut-être s'expliquer par l'amende colossale que lui a extorquée deux ans auparavant — et possiblement de manière arbitraire — Hugues le Despenser. Malgré ce soutien vraisemblablement très passif, Hotham ne joue aucun rôle apparent dans la déposition d'Édouard II par le Parlement le 13 janvier 1327. Sans doute grâce à ses relations avec Roger Mortimer — qu'il connaît au moins depuis 1309 —, il est nommé à nouveau Lord grand chancelier le 28 janvier et, quatre jours plus tard, le 1er février, assiste au couronnement du nouveau roi Édouard III. Le 23 décembre 1327, il reçoit dans sa résidence située à Holborn la princesse Philippa de Hainaut, qui vient tout juste de traverser la Manche, et célèbre conjointement avec William Melton en la cathédrale d'York le 24 janvier 1328 son mariage avec Édouard III. Quelques semaines plus tard, le 1er mars, Hotham quitte son poste de chancelier et ne détient par la suite aucun autre office royal. Jusqu'à sa mort, il ne joue alors plus aucun rôle politique pendant le reste du règne d'Édouard III.
Au cours de son mandat épiscopal, la tour transversale de la cathédrale d'Ely s'effondre dans la nuit du 12 au 13 février 1322 et est reconstruite en octogone. Bien que le sacristain de la cathédrale ait été le principal responsable de la construction de l'octogone, John Hotham fait ultérieurement reconstruire trois baies du chœur détruites dans l'effondrement. En 1329, l'évêque lègue le domaine de Cuckney, situé dans le Nottinghamshire, à Welbeck Abbey. Il fait régulièrement prononcer des messes pour le salut de l'âme de son oncle William, mais aussi pour celles de la comtesse de Pembroke Béatrix de Clermont-Nesle, de Pierre Gaveston et de John Wogan (qui a servi comme Lord juge en chef d'Irlande pendant ses séjours dans cette même île). En dépit de son épiscopat en Angleterre, Hotham semble avoir maintenu de solides liens avec l'Irlande : ainsi, en 1329, en échange du paiement annuel de 100 livres, il acquiert un tiers des domaines d'Éléonore de Clare situés dans le comté de Kilkenny. À compter de 1335, John Hotham est atteint par une paralysie et doit en conséquence nommer le 26 août 1336 plusieurs coadjuteurs pour pourvoir à ses fonctions, dont son neveu Alan. Il meurt finalement le 14 janvier 1337 dans sa résidence de Somersham, située dans le Cambridgeshire, et est inhumé dans le côté Est du maître-autel de la cathédrale d'Ely.